# Фоменко, Артурас
Артурас Фоменко (лит. Artūras Fomenka; 14 февраля 1977, Паневежис, Литовская ССР, СССР) — литовский футболист, нападающий.

## Биография
Воспитанник ДЮСШ «Олимпия» Паневежис. Первый клуб — местный «Экранас» (1994—1996). В 1996—1999 играл за «Кареду» Шяуляй. В январе 1999 был на просмотре в московском «Спартаке», однако клубы не сошлись в цене. В конце 1999 Фоменко подписал контракт с таллинской «Флорой», а в январе 2000 вновь отправился на сборы со «Спартаком», где в четырёх играх забил один гол. Через два месяца Фоменко подписал контракт с ростовским «Ростсельмашем». За команду отыграл три сезона, 9 октября 2001 отметился хет-триком в ворота «Торпедо». В 2003 играл в Первом дивизионе в составе клуба «Волгарь-Газпром» Астрахань.
В 2004 году перешёл в казахстанский клуб «Актобе-Ленто». В июле 2004 в матче 1/4 Кубка Казахстана получил тяжёлую травму. В 2005 году перешёл в «Кайрат-Алматы КТЖ», в 2006 сыграл один матч за литовскую «Судуву», в 2007 вновь играл в Казахстане — за «Кайсар». С 2008 года выступал в чемпионате Узбекистана.
В 1996, 1999—2003 провёл 23 матчей за сборной Литвы, забил 7 голов.

## Достижения
- Чемпионат Литвы

Чемпион (2): 1997, 1998
Второй призёр: 1999
Третий призёр: 1994
- Чемпионат Казахстана

Третий призёр: 2005